# 国際青少年デー
国際青少年デー（こくさいせいしょうねんデー、英：International Youth Day, IYD）は国連によって制定された記念日。
2000年の8月12日に始まり、これ以降毎年8月12日は国際青少年デーである。

## 概要
国連の総会決議「resolution 54/120」の採択により制定された。
目的はアースデイなど他の政治的な記念日と同じように、既知の危険にさらされた人々を取り巻く一連の文化的・法的問題へ注意を促すことである。
毎年異なるテーマが決定されている。
この日は政府やその他の人々の注意を世界の青少年問題へ向ける機会という意図があるので、国家公務員や地方公務員、青年組織らによってコンサート、ワークショップ、文化的イベント、会議などが世界中で行われる。